# Ventriloquia

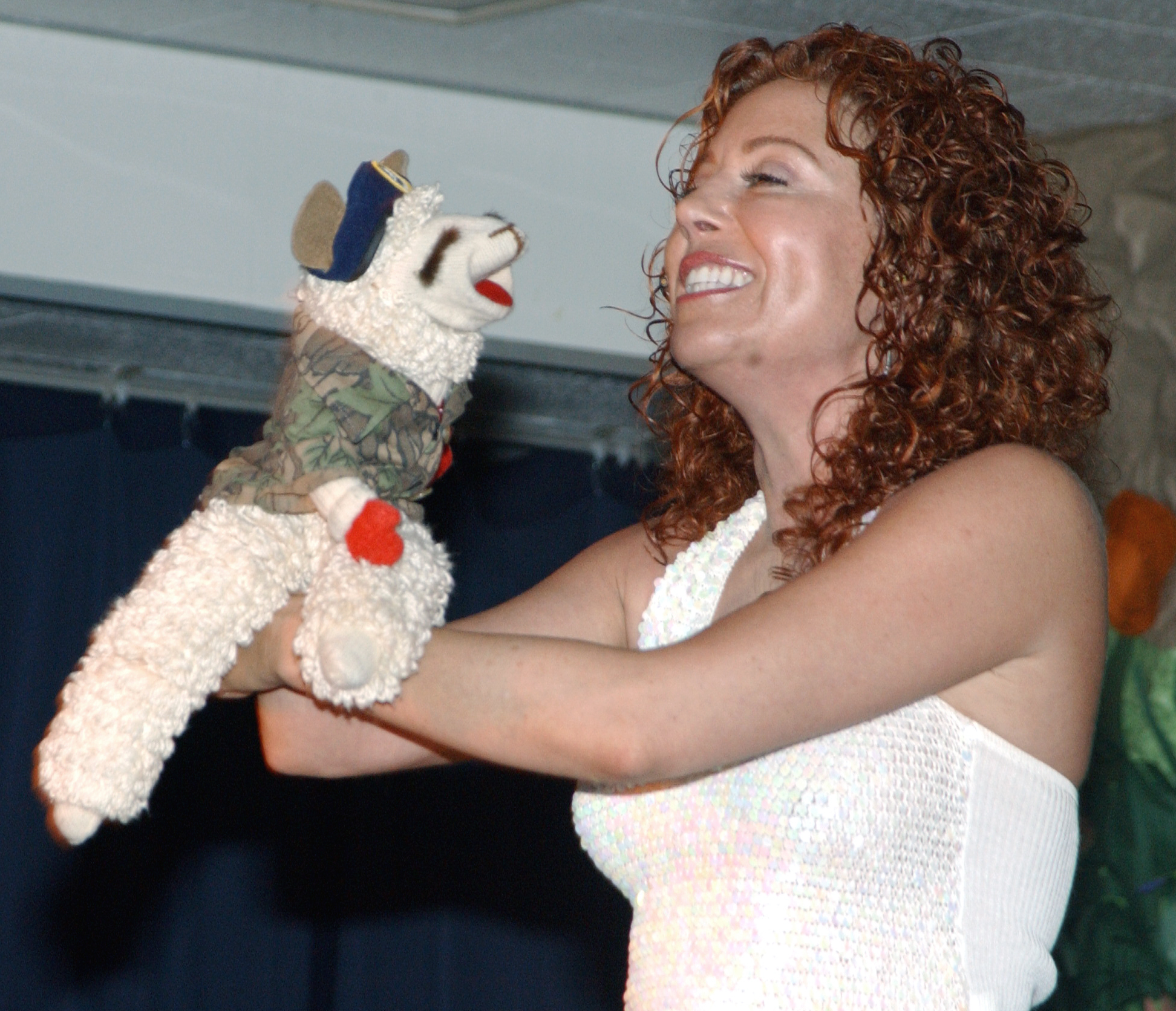
Mallory Lewis (filha de Shari Lewis) com seu boneco.

Ventriloquia ou ventriloquismo é a arte de projectar a voz, sem que se abra a boca ou mova-se os lábios, de maneira que o som pareça vir doutra fonte diferente do falante.

## Origens
Os gregos antigos chamavam esta arte de gastromancia, e estava associada às práticas divinatórias da necromancia, sendo usada para parecer que o espírito do morto estava presente para dar informações de além-túmulo. Durante a Idade Média a prática era associada à feitiçaria.
A partir do século XVI as doutrinas espiritualistas foram se apartando das mágicas e das fugas maravilhosas, que foram se tornando artes voltadas aos espetáculos teatrais e circenses, sem conotações místicas.

## Arte cênica
O ventríloquo usa do artifício de falar, ao mesmo tempo que manipula um boneco, por exemplo, o artista dissimula o timbre natural da própria voz e entabula um verdadeiro diálogo com a peça inanimada, o que contribui para reforçar a ilusão.

## Grandes ventríloquos

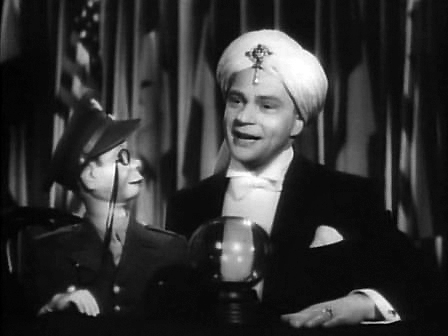
O ventríloquo Edgar Bergen e seu boneco Charlie McCarthy em cena do filme Stage Door Canteen (1943).

### EUA
Nos Estados Unidos um  grande ventríloquo, que atuou no filme da Disney Fun and Fancy Free (no Brasil: "Como é bom se divertir"), foi Edgar Bergen, com seus fantoches "Charlie McCarthy" e "Mortimer Snerd"
Bill Crystal contracenava com um boneco na série "Soap" de Susan Harris.
Dentre os grandes ventríloquos dos EUA tem-se Jeff Dunham, muito famoso por seus programas no qual entrevistava cinco diferentes bonecos e Terry Fator, ganhador do Programa "AGT" (America´s Got Talent) em que imitava grandes artistas como Ella Fitzgerald, Tony Bennett e Roy Orbison e Shari Lewis, ventríloqua norte-americana e apresentadora de programa infantil da TV, muito popular durante os anos sessenta com seus fantoches e espetáculo de ventriloquia.
Destaca-se também a jovem ventríloqua Darci Lynne Farmer, que venceu a décima segunda temporada do America's Got Talent.

### Brasil
No Brasil tem-se Batista Júnior, que atuou na primeira metade do século XX. Alguns programas televisivos chegaram a apresentar bonecos "falantes", como o humorístico A Praça é Nossa.
No Rio de Janeiro o tio Daniel, que é muito conhecido pela improvisação na fala dos bonecos, transformando assim o personagem"Rato Élvis" em um boneco quase real.
Em Manaus tem-se Oscarino Farias, com mais de 60 anos de carreira e conhecido por manipular o boneco ''Peteleco''. Sua criação é considerada Patrimônio Cultural Imaterial do Amazonas.
Em São Paulo os artistas de destaque são:
Warley Santana apresentador do programa "Tá Certo" da TV Cultura e que possui o espetáculo Bonecomédia e faz turnê por todo Brasil com o apoio do Ministério da Cultura. Se apresentou por 3 anos consecutivos no Vent Haven, o maior encontro de ventríloquos do mundo nos Estados Unidos.
Gelatina, considerado o mais veterano dentre os ventríloquos da nova geração. Em 1981 foi considerado o único ventríloquo criança do Brasil aos 8 anos de idade. Atualmente Gelatina é proprietário de um circo, onde apresenta seu talento com o impagável boneco Bijú. Tem muitos vídeos no Youtube com seu boneco bastando procurar por Palhaço Gelatina e Boneco Biju ou Gelatina Ventriloquia.
Diego Menezes que se apresentou em diversos programas de televisão com a Máscara de Ventriloquia, onde ele transforma alguém da plateia em boneco.
Yakko Sideratos conhecido por manipular o boneco "Petráki" . Já passou por diversos programas da tv brasileira, como Jô Soares, Faustão, Hora do Faro, e muitos outros, mostrando a arte da ventriloquia. Com seus diversos shows como: "Na Mira do Riso com Yakko Sideratos", "Pequenos Heróis", "Ventriloucura", agrada crianças e adultos com seus espetáculos. Fazendo muitos trabalhos em escolas, casas de show de Stand Up Comedy e eventos corporativos. Tem um canal no youtube onde toda semana tem vídeo novo com seus bonecos. 
E muitos novos talentos estão surgindo, por todo o país.

### Portugal
Em Portugal, um ventríloquo muito conhecido é José Freixo, com o seu Donaltim. De facto, desde os anos 70, que vem exercendo a actividade como ventríloquo, participando, algumas vezes, em programas de entretenimento da RTP, mas também noutros, como o Natal dos Hospitais, sempre acompanhado do seu boneco, que na altura, lhe chamava Donald (no entanto, em nada está relacionado com o Pato Donald das séries da Disney). Nos anos 70 chegou a gravar vários discos.
Um outro ventríloquo português muito conhecido a nível mundial é Sérgio Batista. Sérgio Batista e seus bonecos, têm participado em vários programas de televisão em Portugal, nos Estados Unidos da América , Suiça, Alemanha, França e mais algumas Comunidades Portuguesas espalhadas pelo Mundo. Em 1979, quando fez a primeira digressão nos Estados Unidos da América, foi considerado pelos "críticos das Artes" um dos melhores Ventríloquos do Mundo, actuou nos melhores Casinos da Europa, dos quais se destacam a sua prolongada estadia no Casino Estoril por seis meses seguidos e a inauguração do Casino da Madeira. É figura de destaque no Casino de Espinho, Casino da Figueira e da Póvoa do Varzim. É o único Ventríloquo do Mundo que exibe em palco dois bonecos do tamanho real de uma pessoa, são um simpático "casal" com cerca de 1,65 cm de altura cada. 